# Čertova pláň
Čertova pláň – (niem. Teufelsplan, 974 m n.p.m.) szczyt w zachodnich Karkonoszach, ok. 3,5 km na południowy wschód od Harrachova.

## Położenie
Čertova pláň położona jest w bocznym grzbiecie, odchodzącym od wierzchołka góry Lysá hora (1344 m n.p.m.) ku zachodowi. Na zachodzie łączy się ze wzniesieniem Studená (989 m n.p.m.), łączącym ją z Čertovą horą (1021 m n.p.m.) nad Harrachovem.

## Opis
Jest to dość wyraźna kulminacja grzbietu.  Ku południowi odchodzi od niej krótki grzbiecik, zakończony wzniesieniem Kostelní vrch (858 m n.p.m.).
Na północy Rýzí potok, lewy dopływ Mumlawy oddziela ją od masywu góry Plešivec. 

## Budowa geologiczna
Masyw zbudowany ze skał metamorficznych, należących do metamorfiku południowych Karkonoszy. Są to głównie łupki łyszczykowe z żyłami kwarcu oraz podrzędnie gnejsy.

## Roślinność
Wierzchołek i stoki porośnięte lasami świerkowymi. Na południowo-wschodnich zboczach występują łąki, a niżej zabudowania Hoření domky, przysiółka miejscowości Rokytnice nad Jizerou.

## Ochrona przyrody
Cały masyw leży w obrębie Parku Narodowego (Krkonošský národní park).

## Turystyka
Przez wierzchołek biegnie:
- niebieski szlak turystyczny ze szczytu Čertova hora, przez Studeną, do schroniska Dvoračky[1]
- południowym zboczem biegnie   żółty szlak turystyczny z miejscowości Rokytnice nad Jizerou do schroniska Vosecká bouda[1]